# روز قانون اساسی (دانمارک)

روز قانون اساسی (دانمارکی: Grundlovsdag) در ۵ ژوئن در دانمارک مشخص گردیده. این روزی است که از قانون اساسی دانمارک تجلیل می‌کنند، زیرا هم قانون اساسی اول در سال ۱۸۴۹ و هم قانون اساسی فعلی ۱۹۵۳ در این تاریخ در سالهای مربوطه به امضا رسیده‌اند. دانمارک تنها یکی از کشورهای انگشت شماری در جهان است که یک روز ملی رسمی ندارد، اما روز قانون اساسی گاه معادل چنین روزی تلقی می‌شود. همچنین به‌طور گسترده‌ای روزی برای تجلیل از دمکراسی دانمارک در نظر گرفته می‌شود.
اگرچه هرگز یک تعطیلات رسمی ملی نبوده‌است، روز قانون اساسی از سال ۱۸۹۱ تا سال ۱۹۷۵ یک کار نیمه روزه بود. از آن زمان، توافق‌نامه‌های جمعی کار در روز قانون اساسی معمولاً به کارگران نیمه روز یا کل روز مرخصی داده‌اند. بیشتر مغازه‌ها و محل‌های کار ظهر در این روز تا ظهر تعطیل هستند و راهپیمایی‌ها و جلسات سیاسی به‌طور گذشته برگزار می‌شود.
این روز به‌طور گسترده در سراسر دانمارک با اجتماعات کلیساها، انجمن‌ها و سازمان‌های سیاسی برگزار می‌شود که در واقع " خدمات سکولار" تشکیل جلسه می‌دهند. این خدمات شامل بالا بردن Dannebrog (پرچم دانمارک)، سخنرانی کوتاه توسط یک سیاستمدار محلی یا افراد مشهور و آواز جمعی (به زبان دانمارکی: fællessang) جشن‌ها معمولاً با قهوه و خوردن نان‌های سنتی به پایان می‌رسد. 

## دربارهٔ این روز
پس از مجلس مؤسسان دانمارک در سال ۱۸۴۸ و ۱۸۴۹، اولین قانون اساسی (که دانمارک را به عنوان سلطنت مشروطه تأسیس کرد) توسط پادشاه فردریک هفتم دانمارک در ۵ ژوئن ۱۸۴۹ به امضا رسید. قانون اساسی در ۱۸۶۶، ۱۹۱۵ بازنویسی شد (هنگامی که حق رای زنان ارائه شد)، و اخیراً در سال ۱۹۵۳، دو بار دیگر نیز در ۵ ژوئن بازنویسی شد.
۵ ژوئن در سال ۱۹۳۵ نیز در دانمارک روز پدر معرفی شد. روز پدر تا سال ۱۹۵۶ در دومین یکشنبه نوامبر بود که پس از آن تغییر کرد. از آنجایی که روز قانون اساسی یک نیم روز کاری تعطیل بود، روز پدر بعداً به تاریخ فعلی خود منتقل شد.